# Trotskism
Trotskism är en marxistisk riktning som bygger på Marx, Engels, Lenins och Trotskijs idéer. Dess grundare Lev Trotskij var en av den ryska revolutionens ledare och ledde efter Lenins död en intern opposition mot den politik som fördes av Josef Stalin. Trotskij kallade sig själv aldrig för ”trotskist” utan använde istället ordet "bolsjevik-leninism" för att beskriva sin politik.

## Politiska huvuddrag
För en fördjupning om Trotskijs politiska teori, se Lev Trotskij#Politisk teori.
Trotskismen är utpräglat revolutionär och internationalistisk och betonar särskilt världsrevolutionens historiska kontinuitet, såsom Lev Trotskij beskrev i Den permanenta revolutionen. Det innebär att i länder där den borgerliga revolutionen inte kan genomföras av borgarklassen själv måste den utföras av arbetarna och därmed övergå i en socialistisk revolution, vilken för att överleva måste gå vidare till att bli en världsrevolution. 

## Trotskisternas politiska arbete
En vänsteropposition ledd av Trotskij arbetade efter Lenins död 1924 inom den kommunistiska (tredje) internationalen Komintern. År 1938 lämnade de Komintern och bildade på Trotskijs initiativ en ny revolutionär international, Fjärde internationalen. Organisationen splittrades 1952–1953 och sedan dess finns ett antal internationella organisationer som hänvisar till Trotskij.
Stalinisterna fördömde trotskismen som kosmopolitisk och revisionistisk. Under Stalins utrensningar och under den stora terrorn i Sovjet från 1920-talets mitt fram till andra världskriget var "trotskism" en vanlig konstruerad anklagelse mot dem som avrättades eller deporterades. Trotskij mördades av en sovjetisk agent i Mexiko 1940 på uppdrag av Stalin.
Ett av pionjärpartierna i den trotskistiska rörelsen var det amerikanska partiet Socialist Workers Party som byggdes upp under 1930-talet av James P. Cannon i samarbete med Trotskij själv.  
Trotskister har även använt entrism som metod, det vill säga att infiltrera i redan befintliga partier och organisationer, eller att arbeta inom dessa, för att försöka påverka dem åt vänster. Detta gjordes ursprungligen 1934, då Trotskij rekommenderade de franska trotskisterna att gå in i franska socialistpartiet.
Det finns exempel på fler länder där trotskister har utövat entrism, till exempel Storbritannien där den trotskistiska organisationen The Militant utgjorde en tendens inom Labour. I Sverige användes taktiken gentemot SSU och socialdemokraterna av Arbetarförbundet Offensiv (numera Rättvisepartiet Socialisterna) under 1970-talet.

## Internationella trotskistiska grupperingar med sektion i Sverige
- Fjärde internationalen (FI, USFI) genom Socialistisk Politik[4]
- Förbundet för femte internationalen genom Arbetarmakt
- Internationella Marxistiska Tendensen (IMT) genom Revolution
- Internationellt Socialistiskt Alternativ (ISA) genom Rättvisepartiet Socialisterna[5]

## Internationella trotskistiska grupper i övriga världen
- Arbetarnas internationella nätverk
- Internationella kommittén för den fjärde internationalen
- Permanent Revolution Network